# الکساندر (بازی ویدئویی)
الکساندر (به انگلیسی: Alexander) یک بازی استراتژی هم‌زمان است که توسط جی اس سی گیم ورلد (سازندهٔ بازی‌های کازاک‌ها: جنگ‌های اروپایی و کازاک‌ها: جنگ‌های ناپلئون) ساخته شده و توسط یوبی‌سافت، براساس فیلمی به همین نام در سال ۲۰۰۴ منتشر شده‌است. گیم‌پلی این بازی، شبیهٔ بازی کازاک‌ها با عناصر سری بازی‌های عصر فرمانروایان و عصر اساطیر است.